# Liste des présidents du conseil départemental du Puy-de-Dôme
 (avril 2008).
Si vous disposez d'ouvrages ou d'articles de référence ou si vous connaissez des sites web de qualité traitant du thème abordé ici, merci de compléter l'article en donnant les références utiles à sa vérifiabilité et en les liant à la section « Notes et références ».
L'administration du département du Puy-de-Dôme est assurée par un Conseil départemental dont les présidents furent :
- 1848 - 1849 : Bertrand Dorlhac
- 1849 - 1852 : Gabriel Moulin
- 1852 - 1865 : Charles de Morny
- 1865 - 1870 : Eugène Rouher
- 1870 - 1873 : Gabriel Moulin
- 1873 - 1874 : Félix Martha-Beker
- 1874 - 1875 : Agis Léon Ledru
- 1875 - 1881 : Agénor Bardoux
- 1881 - 1888 : Mathieu Salneuve
- 1888 - 1898 : Jean Baptiste Guyot Lavaline
- 1898 - 1901 : Charles Barrière
- 1901 - 1908 : Jean François Guyot Dessaignes
- 1908 - 1911 : Noel François Victor Chamerlat
- 1911 - 1935 : Étienne Clémentel
- 1935 - 1941 : Eugène Chassaing
- 1941 - 1942 : François Albert-Buisson (commission administrative)
- 1942 - 1945 : Raymond Grasset (conseil departemental nommé par le Gouvernement de Vichy)
- 1945 - 1949 : Willy Mabrut
- 1949 - 1964 : Eugène Chassaing
- 1964 - 1970 : Gabriel Montpied
- 1970 - 1973 : Arsène Boulay
- 1973 - 1976 : Georges Marignier
- 1976 - 1988 : Arsène Boulay
- 1988 - 1992 : Pierre Bouchaudy
- 1992 - 1998 : Georges Chometon
- 1998 - 2004 : Pierre-Joël Bonté
- 2004 - 2021 : Jean-Yves Gouttebel
- 2021 - : Lionel Chauvin

## Tableau récapitulatif
| Période                            | Période                      | Identité                     | Étiquette                    | Étiquette                    |
| Président du conseil général       | Président du conseil général | Président du conseil général | Président du conseil général | Président du conseil général |
| ---------------------------------- | ---------------------------- | ---------------------------- | ---------------------------- | ---------------------------- |
| 1848                               | 1849                         | Bertrand Dorlhac             |                              |                              |
| 1849                               | 1852                         | Gabriel Moulin               |                              | Monarchiste                  |
| 1852                               | 1865                         | Charles De Morny             |                              | Bonapartiste libéral         |
| 1865                               | 1870                         | Eugène Rouher                |                              | Bonapartiste autoritaire     |
| 1870                               | 1873                         | Gabriel Moulin               |                              | Monarchiste                  |
| 1873                               | 1874                         | Félix Martha-Beker           |                              | SE                           |
| 1874                               | 1875                         | Agis-Léon Ledru              |                              | SE                           |
| 1875                               | 1881                         | Agénor Bardoux               |                              | Mod                          |
| 1881                               | 1888                         | Mathieu Salneuve             |                              | GR                           |
| 1888                               | 1898                         | Jean-Baptiste Guyot-Lavaline |                              | FR                           |
| 1898                               | 1901                         | Charles Barrière             |                              | AD                           |
| 1901                               | 1908                         | Edmont Guyot-Dessaigne       |                              | RadSoc                       |
| 1908                               | 1911                         | Noël Chamerlat               |                              | RadSoc                       |
| 1911                               | 1935                         | Étienne Clémentel            |                              | PRRRS                        |
| 1935                               | 1941                         | Eugène Chassaing             |                              | PRRRS                        |
| 1941                               | 1942                         | François Albert-Buisson      |                              | RAD                          |
| 1942                               | 1945                         | Raymond Grasset              |                              | RAD                          |
| 1945                               | 1949                         | Wily Mabrut                  |                              | SFIO                         |
| 1949                               | 1964                         | Eugène Chassaing             |                              | PRRRS                        |
| 1964                               | 1970                         | Gabriel Montpied             |                              | PS                           |
| 1970                               | 1973                         | Arsène Boulay                |                              | PS                           |
| 1973                               | 1976                         | Georges Marignier            |                              | UDF                          |
| 1976                               | 1988                         | Arsène Boulay                |                              | PS                           |
| 1988                               | 1992                         | Pierre Bouchaudy             |                              | PS                           |
| 1992                               | 1998                         | Georges Chometon             |                              | CDS-UDF                      |
| 1998                               | 2004                         | Pierre-Joël Bonté            |                              | PS                           |
| 2004                               | 2015                         | Jean-Yves Gouttebel          |                              | PS (2004-2008)               |
| 2004                               | 2015                         | Jean-Yves Gouttebel          | DVG (2008-2013)              |                              |
| 2004                               | 2015                         | Jean-Yves Gouttebel          | PRG (2013-2017)              |                              |
| Président du conseil départemental |                              |                              |                              |                              |
| 2015                               | 2021                         | Jean-Yves Gouttebel          |                              | PRG (2013-2017)              |
| 2015                               | 2021                         | Jean-Yves Gouttebel          | MR-REM (depuis 2017)         |                              |
| 2021                               | en cours                     | Lionel Chauvin               |                              | LR                           |